# Cadre juridique de la santé mentale en France
Cet article présente la règlementation française les lois, décrets d'applications ou accords, nationaux ou internationaux, applicables en France dans le domaine de la gestion professionnelle de la santé mentale : la psychiatrie, de la psychologie, et des psychothérapies, et ceci dans les cadres professionnels (Hôpital psychiatrique, institution, cabinet indépendant…). La réflexion particulière concernant l'éthique n'est pas incluse dans cet article.

## Titres professionnels protégés

### Notion de titre professionnel protégé
L’article 433-17 du code pénal énonce le principe de protection de certains titres professionnels :
«  L'usage, sans droit, d'un titre attaché à une profession réglementée par l'autorité publique ou d'un diplôme officiel ou d'une qualité dont les conditions d'attribution sont fixées par l'autorité publique est puni d'un an d'emprisonnement et de 15 000 euros d'amende. »
Dans le champ de la psychologie et des psychothérapies seuls les titres suivant sont des titres professionnels protégés :
- Psychothérapeute
- Psychiatre
- Psychologue

### Le titre commun de psychothérapeute

#### Communauté de titre et de pratique
Depuis 2011, le titre commun de psychothérapeute est protégé par la loi afin de faciliter l'orientation des patients. Il est attribué par les agences régionales de santé aux professionnels dont la formation est conforme à la réglementation. 
Tous les psychothérapeutes formés depuis 2011 justifient d'un diplôme universitaire d'un niveau supérieur ou égal à bac+5 en médecine, psychologie, ou psychanalyse, et ont effectué des stages de longue durée en institution psychiatrique. Certains professionnels anciennement installés ont bénéficié de mesures transitoires : passage devant une commission d'évaluation et, au besoin, complément de formation. 

#### Le psychothérapeute et la diversité du champ de la psychothérapie
Bien que le titre de psychothérapeute soit désormais protégé, la pratique des psychothérapies n'est pas réservée aux seuls psychothérapeutes. Contrairement au cas de l'exercice de la médecine il n'existe pas de délit d'exercice illégal de la psychothérapie  - qui porterait sur la qualification des actes - mais uniquement un délit d'usage illégal de titre réservé (cf. supra). 
Certains pratiquent donc des psychothérapies sans bénéficier du titre de psychothérapeute. Ils utilisent alors le plus souvent un titre non-réglementé (psychopraticien, gestalt-thérapeute, analyste transactionnel, etc.). L'usage de ces titres est souvent auto-régulé par des associations professionnelles. Certaines associations bénéficient d'une certaine reconnaissance de la part des spécialistes ou des pouvoirs publics, d'autres sont peu reconnues et certaines ont même pu être classées comme sectes par des rapports parlementaires. La reconnaissance d'utilité publique d'une association, ou les responsabilités universitaires et hospitalières de ses membres, peuvent constituer des critères de reconnaissance et de sérieux. Conséquence de la liberté associative, il convient de se renseigner au cas par cas sur les garanties de formation que peut représenter l'adhésion d'un praticien à tel ou tel groupe ou association.

#### Obtention du titre de psychothérapeute
Les médecins psychiatres ainsi que les psychologues ayant réalisé un long stage en institution psychiatrique sont dispensés de formation complémentaire en psychopathologie. L'obtention du titre par d'autres professionnels tels que les psychanalystes ou les médecins est possible sous réserve de formations complémentaires théoriques et pratiques réalisées dans un institut agréé. Ces formations complémentaires, et les conditions pour y accéder sont définies par le Décret no 2012-695 du 7 mai 2012 modifiant le décret no 2010-534 du 20 mai 2010 relatif à l'usage du titre de psychothérapeute

##### Diplômes d'état prérequis

###### Diplôme d'état de docteur en médecine
Le diplôme d'État de docteur en médecine sanctionne la fin du troisième cycle des études médicales.
Liste des formations en médecine : Unités de formation et de recherche de médecine en France

###### Master de psychologie
Le master en psychologie est un diplôme de niveau bac+5 qui sanctionne des études spécialisées en sciences psychologiques. Il peut être à dominante de psychologie expérimentale, de psychologie sociale, de neuropsychologie, de psychologie de la santé, de psychologie clinique, etc.
Liste des masters de psychologie : 

###### Master de psychanalyse
Le master en psychanalyse est un diplôme de niveau bac+5 qui sanctionne des études spécialisées en psychanalyse. Il repose sur l'étude des concepts théoriques et cliniques de cette discipline.
Liste des masters de psychanalyse : Paris 8 , Montpellier 3 .

##### Les Formations complémentaires
La loi sur le titre de psychothérapeute a institué le prérequis d'une formation commune en psychopathologie. Cette formation doit être validée, sauf dispense particulière (médecins psychiatres, psychologues titulaires d'un master de psychologie et d'un stage professionnel), par tous les psychothérapeutes. Le programme de la formation commune en psychopathologie est défini par un arrêté pris par les ministères de la santé et de l'enseignement supérieur (Arrêté du 8 juin 2010). Il comprend 400 heures d'enseignements généraux. Cet enseignement théorique est complété d'un stage pratique supervisé en institution, d'une durée d'un semestre. La formation ne peut être dispensée que par des instituts de formation agréés par les agences régionales de santé. Ces instituts doivent répondre à de nombreuses exigences, détaillées dans le même arrêté. L'agrément, donné par les ministères de la santé et de l'éducation, fait suite à l'avis d'une commission régionale d'agrément comprenant six membres dont deux professeurs d'université. Cette commission est composée de deux psychiatres, deux psychologues et deux psychanalystes sélectionnés en raison de leur compétence par le directeur de l'agence régionale de santé.

###### Association Française de Thérapies Cognitives et Comportementales
L'Association Française de Thérapies Cognitives et Comportementale, dont le siège est à Paris, a été officiellement agréée pour délivrer la formation en psychopathologie menant au titre de psychothérapeute. Cet institut délivre une formation orientée par le courant comportemental et cognitif.

###### École Pratique des Hautes Études en Psychopathologie
L'École Pratique des Hautes Études en Psychopathologie, dont le siège se trouve à Paris, a été officiellement agréée pour délivrer la formation en psychopathologie menant au titre de psychothérapeute. Cet institut est lié à l'Association Lacanienne Internationale, l'une des principales associations de psychanalyse en France. L'École Pratique des Hautes Études en Psychopathologie délivre une formation d'orientation psychanalytique, fondée sur la relecture lacanienne de l'apport freudien. L'enseignement est ouvert sur les avancées de la philosophie contemporaine et de l'anthropologie. Au-delà des enseignements et des stages, la formation clinique dispensée par cette école repose notamment sur la lecture critique de la tradition psychiatrique classique française et allemande, et sur le compte-rendu de présentations de malades hospitalisés.

###### École de psychologues praticiens
L'École de psychologues praticiens, aussi dite Psychoprat', dont le siège se trouve à Paris, a été officiellement agréée pour délivrer la formation en psychopathologie menant au titre de psychothérapeute. L'école Psychoprat' a été fondée en 1951 et dépend de l'Institut catholique de Paris, elle constitue notamment à ce jour la seule formation privée conduisant au titre de psychologue tel que réglementé par la loi de 1985.

###### DU « Formation Psychanalytique de Psychothérapeute» - Université Montpellier 3.
Le DU « Formation Psychanalytique de Psychothérapeute » est un diplôme d'université proposé par l'Université Paul Valéry de Montpellier. Il fait suite au master de psychanalyse proposé par le département de psychanalyse de cette université. Il délivre une formation d'orientation psychanalytique, marquée par l'enseignement de Jacques Lacan mais qui laisse également une large place à l'art-thérapie.  
(Formation en cours d'agrément - Avis favorable)

###### DU «Psychothérapie analytique et psychopathologies somatiques» - Université de Besançon
Le DU « Psychothérapie analytique et psychopathologies somatiques » est un diplôme d'université proposé par l'Université de Franche-Comté, à Besançon. Il délivre une formation d'orientation psychanalytique tournée vers les pathologies somatiques.
(Formation en cours d'agrément)

#### Histoire de l'encadrement légal du titre de psychothérapeute 2004-2012
Afin de favoriser la lisibilité de l'offre de soin et mieux faire face à certaines pratiques déviantes le législateur français s’est prononcé en faveur de l’encadrement du titre de « psychothérapeute ». L'article 52, de la loi du 9 août 2004 relative à la politique de santé publique (JO no 185 du 11 août 2004 page 14 277), appelé parfois « amendement Accoyer », nom de son principal inspirateur, visait à règlementer l'usage du titre de psychothérapeute. Mais à la suite d'une intervention du Conseil d'État, jugeant la formulation de cette loi ambigüe, il devint impossible d'en publier les décrets d'application. La loi se contredisait en effet dans la mesure où des professionnels considérés comme psychothérapeutes « de droit » devaient néanmoins justifier d'une formation complémentaire en psychopathologie. Un autre problème consistait en l'absence de formation universitaire fondamentale demandée aux « psychanalystes régulièrement enregistrés dans leurs associations ». 
La loi « Hôpital » du 24 juin 2009 (article 91) modifia donc l'amendement Accoyer. Elle élimina la notion problématique de « membre de droit » et instaura  comme prérequis à l'obtention du titre de psychothérapeute une formation unique, théorique et pratique, délivrée sous l'autorité des Agences Régionales de Santé aux seuls titulaires de diplômes universitaires de haut niveau en médecine, psychologie ou psychanalyse. La possession de certains diplômes ou qualités peut permettre des allégements de formation à des professionnels par ailleurs titulaires de certains des titres ou diplômes universitaires prérequis et une procédure de transition a été mise en place pour permettre aux professionnels anciennement installés de conserver leur titre sous condition d'évaluation et de formation.
Cette loi reçut un accueil plutôt favorable de la part de la presse et des associations de protection de patients. Si les organisations de psychiatres restèrent discrètes, les organisations de psychologues critiquèrent quant à elles avec force certaines des dispositions de la loi, jugées défavorables à leurs intérêts professionnels. Plusieurs associations de psychologues, ainsi qu'une association représentant l'intérêt des psychanalystes et leurs associations, engagèrent donc un recours au conseil d'état tendant à l'annulation de son décret d'application. Ce recours fut rejeté par le conseil d'état le 27 novembre 2011.
Tout recours légal ayant été épuisé les syndicats et fédérations de psychologues organisèrent un mouvement de protestation visant à faire plier le gouvernement. Ce mouvement obtint gain de cause le 8 mai 2012. Le gouvernement modifia en effet le décret d'application de la loi afin d'offrir une équivalence directe du titre de psychothérapeute aux psychologues ayant réalisé un stage clinique en psychiatrie.

#### Textes législatifs concernant le titre de psychothérapeute

##### Loi du24 juin 2009(article 91)
« L'usage du titre de psychothérapeute est réservé aux professionnels inscrits au registre national des psychothérapeutes.

« L'inscription est enregistrée sur une liste dressée par le représentant de l'État dans le département de leur résidence professionnelle. Elle est tenue à jour, mise à la disposition du public et publiée régulièrement. Cette liste mentionne les formations suivies par le professionnel. En cas de transfert de la résidence professionnelle dans un autre département, une nouvelle inscription est obligatoire. La même obligation s'impose aux personnes qui, après deux ans d'interruption, veulent à nouveau faire usage du titre de psychothérapeute. 
« Un décret en Conseil d'État précise les modalités d'application du présent article et les conditions de formation théorique et pratique en psychopathologie clinique que doivent remplir les professionnels souhaitant s'inscrire au registre national des psychothérapeutes. Il définit les conditions dans lesquelles les ministres chargés de la santé et de l'enseignement supérieur agréent les établissements autorisés à délivrer cette formation.
« L'accès à cette formation est réservé aux titulaires d'un diplôme de niveau doctorat donnant le droit d'exercer la médecine en France ou d'un diplôme de niveau master dont la spécialité ou la mention est la psychologie ou la psychanalyse.
« Le décret en Conseil d'État définit les conditions dans lesquelles les titulaires d'un diplôme de docteur en médecine, les personnes autorisées à faire usage du titre de psychologue dans les conditions définies par l'article 44 de la loi no 85-772 du 25 juillet 1985 portant diverses dispositions d'ordre social et les psychanalystes régulièrement enregistrés dans les annuaires de leurs associations peuvent bénéficier d'une dispense totale ou partielle pour la formation en psychopathologie clinique.

« Le décret en Conseil d'État précise également les dispositions transitoires dont peuvent bénéficier les professionnels justifiant d'au moins cinq ans de pratique de la psychothérapie à la date de publication du décret. ». »

##### Décret d'application du20 mai 2010
Le décret d'application de la loi du 24 juin 2009 a été publié le 20 mai 2010 et modifié le 8 mai 2012.

##### Cahier des charges des établissements de formation du8 juin 2010
Le cahier des charges concernant l'agrément des établissements de formation a été publié le 8 juin 2010. 

### Le titre de médecin

#### Obtention du titre de médecin
Le titre de médecin s'obtient à l'issue du troisième cycle des études médicales.

#### Obtention du titre de médecin psychiatre
Le titre de médecin psychiatre est un titre de médecin spécialiste correspondant au Diplôme d'Études Spécialisées en psychiatrie. Il s'obtient après l'internat de psychiatrie. L'obtention du DES en psychiatrie permet l'obtention automatique du titre de psychothérapeute.

#### Exercice illégal de professions médicales règlementées
D’après l’article L4161-1 du code de la santé publique, exerce illégalement la médecine : « toute personne qui prend part habituellement ou par direction suivie, même en présence d'un médecin, à l'établissement d'un diagnostic ou au traitement de maladies, congénitales ou acquises, réelles ou supposées, par actes personnels, consultations verbales ou écrites ou par tous autres procédés quels qu'ils soient, ou pratique l'un des actes professionnels prévus dans une nomenclature fixée par arrêté du ministre chargé de la santé pris après avis de l'Académie nationale de médecine, sans être titulaire d'un diplôme, certificat ou autre titre (…) exigé pour l'exercice de la profession de médecin, ou sans être bénéficiaire des dispositions spéciales mentionnées [dans le code de la santé publique] ».
Les personnes morales (entreprise, association, institut…) peuvent être déclarées pénalement responsables dans les conditions prévues par l'article 121-2 du code pénal de l'infraction prévue à l'article L 4161-5 du code de santé publique.

### Le titre de psychologue

#### Obtention du titre de psychologue
Ce titre est protégé, en France par la loi no 85.772 publiée le 26 juillet 1985 dans le journal officiel. Seuls les titulaires détenteurs d'un DESS (dit Master professionnel ou recherche avec la loi LMD  des universités) de psychologie, nécessitant 500 h (minimum) de stage professionnalisant, peuvent prétendre au titre de psychologue. L'usurpation du titre relève du code pénal.
- Décrets d'applications:

- Décret du 22 mars 1991, modifié depuis, dresse la liste des diplômes nécessaires
 
- Décret du 31 janvier 1991, précise la fonction des psychologues 
 
- Décret du 20 mars 1991, reconnaissance du diplôme des conseillers d'orientation- psychologues 
 
- Décret du 28 août 1992, précise le statut du psychologue de la fonction publique.
Pour accéder aux textes de loi officiels, cliquez sur ce lien :  et tapez "Psychologue"

### Liste ADELI
Chaque professionnel de santé mentale, qu'il soit psychiatre, psychologue ou psychothérapeute, doit s'inscrire sur le répertoire ADELI (ADELI pour « automatisation des listes »). Ce répertoire est géré par les agences régionales de santé (ARS). L'enregistrement du diplôme par cette inscription est obligatoire.

## Protection du secret professionnel

### Secret professionnel
Le secret professionnel est une obligation qui incombe à tous les professionnels amenés à se trouver dépositaires de secrets dans l'exercice de leur profession. Il est strictement encadré par la loi.
L'article 226-13 du code pénal dispose ainsi : «  La révélation d'une information à caractère secret par une personne qui en est dépositaire soit par état ou par profession, soit en raison d'une fonction ou d'une mission temporaire, est punie d'un an d'emprisonnement et de 15 000 euros d'amende. »
Le secret professionnel est une obligation légale qui doit, dans de nombreux cas, être opposée même à l'action de la police ou de la justice. Il existe cependant certaines situations, soigneusement définies pas la loi, dans lesquelles le professionnel a au contraire le devoir de lever le secret (mineurs victimes de sévices, crimes imminents, etc.). Face à de tels dilemmes légaux il peut être nécessaire de s'informer auprès des associations professionnelles ou de consulter un avocat.

### Secret médical
Les professionnels de santé (médecins, infirmiers, etc.) sont soumis à une forme spécifique de secret professionnel : le secret médical. Le secret médical ressort à la fois à la loi et à la discipline des ordres professionnels concernés. Certaines obligations de témoignage ne s'appliquent qu'aux médecins (déclaration de maladies contagieuses ou de maladies psychiatriques nécessitant une hospitalisation d'office, certificats d'accidents du travail, testaments, rentes viagères, assurances-vie, etc.).

## Recours des patients

### Recours juridiques
Les patients peuvent porter plainte contre les professionnels ou les dénoncer à la justice s'ils ont commis une infraction légale (violence physique, verbale, sexuelle, enfreinte au secret, escroquerie, usurpation de titres professionnels, etc.). 
La qualité du travail elle-même, les résultats de la thérapie ou leur absence, ne font néanmoins pas partie de la compétence des tribunaux.

### Recours auprès des Agences Régionales de Santé
L'Agence régionale de santé est compétentes pour recevoir les plaintes et les doléances concernant l'ensemble des professionnels membres du registre ADELI (psychothérapeutes, psychiatres, psychologues). Elle contribue à informer les usagers de leurs droits légaux et peut les aider dans leurs démarches juridiques.

### Recours auprès du Conseil National de l'Ordre des Médecins
Le Conseil national de l'Ordre des médecins examine les plaintes concernant ses membres. Des sanctions disciplinaires pouvant aller jusqu'à l'interdiction d'exercice peuvent être prise à l'encontre des médecins coupables d'infraction à la déontologie.

### Recours auprès des associations professionnelles
Certaines associations professionnelles proposent aux patients de déposer des recours pour enfreinte au code de déontologie de l'association. Ces recours ne peuvent aboutir qu'à des sanctions associatives (blâme, exclusion...) mais de telles procédures peuvent néanmoins contribuer au respect de l'éthique et à la sécurité des patients.

## Protection de l'auteur de délit étant atteint de troubles mentaux
En France, le code pénal prévoit le cas où l'accusé serait reconnu irresponsable par les experts (Cf. Code pénal Chap. 2: des causes d'irresponsabilité ou d'atténuation de la responsabilité). Dans ce cas, il ne pourrait être jugé pour son crime, mais pourrait subir une hospitalisation obligatoire dit hospitalisation d'office (cf. Hospitalisation des personnes détenues atteintes de troubles mentaux).

## Textes concernant la prise en charge hospitalière (psychiatrie)
- Hospitalisation sans consentement

### Articles de l'encyclopédie
- Éthique de la psychologie